# Katie Price
Katrina Amy Alexandria Alexis Infield Price née le 22 mai 1978 est un mannequin, chanteuse, actrice, personnalité de téléréalité, écrivain anglaise.

## Biographie

### Enfance

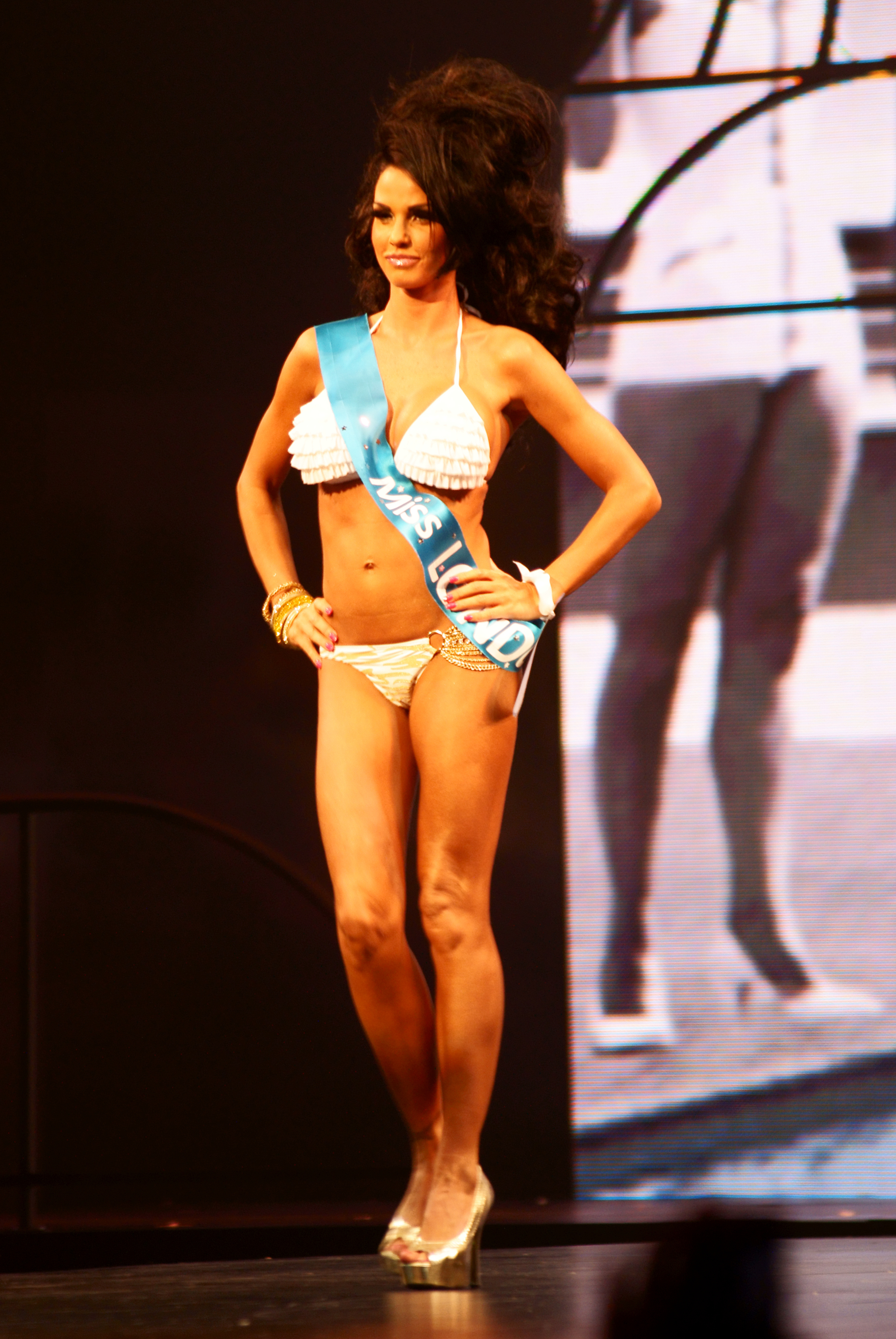
Katie Price, ici en 2009, pour un défilé

Elle est née à Brighton en Angleterre, ses parents sont Amy (née Charlier) et Ray Infeld. Sa grand-mère maternelle était d'origine juive mais non pratiquante, ses autres grands-parents tous anglicans. En 1982, alors qu'elle a quatre ans, ses parents se séparent. 
En 1988, sa mère épouse en secondes noces Paul Price, un constructeur. Elle a un frère aîné, Daniel, et une demi-sœur utérine, Sophie, qui est née en 1989.

### Vie privée
En 2002, elle a un fils avec le footballeur Dwight Yorke. De 2005 à 2009, elle est mariée avec le chanteur Peter Andre avec qui elle a un fils et une fille. De 2010 à 2011, elle est mariée avec Alex Reid. Elle a aussi un fils et une fille avec Kieran Hayler, son mari de 2013 à 2021.
En 1995/96 Katie Price et trois autres mannequins (dont Nathalie Cook) sont recrutées par l'éditeur Eidos pour incarner les traits de Lara Croft, une héroïne totalement virtuelle dans le tout premier Tomb Raider présenté au salon ECTS de Londres en 1996.

## Discographie

### Albums
- 2006 : A Whole New World Sony BMG

### Singles
- 2006 : A Whole New World
- 2010 : Free to Love Again

## Télé-réalité
- 2004-2009 : Katie & Peter
- 2004 : I'm a Celebrity... Get Me Out of Here ! saison 3 (Jour 1 - 14; éliminée)
- 2009 : I'm a Celebrity... Get Me Out of Here ! saison 9 (Jour 2 - 9; abandon)
- 2015 : Celebrity Big Brother saison 15 (Jour 10 - 31; gagnante)
- 2020 : Celebrity SAS: Who Dares Wins saison 2 (épisode 1 à 2; abandon[7])

### Autobiographies
- Being Jordan (2004)
- A Whole New World (2006)
- Pushed to the Limit (2008)
- You Only Live Once (2010)
- Harvey and me : a mother's love (2021)

### Romans
- Angel (2006)
- Crystal (2007)
- Angel Uncovered (2008)
- Sapphire (2009)
- Paradise (2010)

## Récompenses
- 2007 : Cosmopolitan's « Woman of the Year »
- 2007 : Grattan's « Celebrity Mum of the Year »
- 2008 : UK Adult Film and Television Awards « Butter Would Melt Award »
- 2009 : Fifi's « Award for Celebrity Fragrance »